# Форен-Линден
Форен-Линден (нем. Fohren-Linden) — община в Германии, в земле Рейнланд-Пфальц.
Входит в состав района Биркенфельд. Подчиняется управлению Баумхольдер. Население составляет 351 человек (на 31 декабря 2010 года). Занимает площадь 6,60 км².